# Lynn Novick
Lynn Novick là một đạo diễn và nhà sản xuất phim tài liệu người Mỹ, được biết đến rộng rãi với công việc của cô với Ken Burns.

## Đầu đời
Novick sinh năm 1962 và lớn lên tại thành phố New York. Bà tốt nghiệp hạng ưu của Đại học Yale với bằng danh dự về Nghiên cứu Hoa Kỳ.

## Sự nghiệp
Novick là trợ lý nghiên cứu tại Bảo tàng Lịch sử Quốc gia của Viện Smithsonian trước khi bắt đầu sự nghiệp điện ảnh của mình với tư cách là trợ lý sản xuất tại WNET, một đài truyền hình công cộng ở Manhattan. Sau đó, bà làm việc cho các dự án của Bill Moyers Joseph Campbell và Sức mạnh huyền thoại và Thế giới ý tưởng với Bill Moyers trước khi chuyển đến Florentine Films vào năm 1989 để làm việc cho loạt phim Burns 1990, The Civil War, làm nhà sản xuất liên kết cho sản xuất hậu kỳ.
Năm 1994, bà sản xuất sê-ri gồm chín phần của Burns, Bóng chày, (1994) mà bà nhận được giải Emmy. Năm 1998, cô là đạo diễn và nhà sản xuất (với Burns) của bộ phim tài liệu tiểu sử gồm hai phần, Frank Lloyd Wright, và cô đã nhận được giải thưởng Peabody. Năm 2001, Novick sản xuất sê-ri 10 phần của Burns, Jazz.
Trong số những lần hợp tác gần đây nhất của cô với Burns là The War (2007), Basketball: The Tenth Inning (2010) và Prohibition (2011). Sự hợp tác mới nhất của cô là một bộ phim tài liệu dài 18 giờ, Chiến tranh Việt Nam, với Burns và Geoffrey Ward, được phát sóng vào tháng 9 năm 2017.
Dự án tiếp theo của Novick là College behind Bars, một loạt bốn phần sẽ được phát sóng trên PBS vào năm 2019..